# Beneath the Massacre
Beneath the Massacre es una banda canadiense de death metal oriunda de Montreal que publicó su álbum debut, Evidence of Inequity, en el sello Galy Records en el 2005. Desde comienzos de 2006, la banda firmó con Prosthetic Records, sello en el que se publicó su segundo disco, Mechanics of Dysfunction, en febrero de 2007. En el 2008 lanzan su tercer material con el nombre de "Dystopia" un material más completo y lleno de riffs muy brutales con una calidad en Audio y composición muy alta. En el 2010 dan a conocer el Ep llamado "Marée Noire" que cuenta con 5 nuevas canciones. Han tocado y compartido escenario con bandas como Behemoth, As Blood Runs Black, Necrophagist, Job for a Cowboy y Ion Dissonance.

## Discografía

### EP
- Evidence of Inequity (2005) - Galy Records
- Marée Noire (2010) - Prosthetic Records

### Álbumes
- Mechanics of Dysfunction (2007) - Prosthetic Records
- Dystopia (2008) - Prosthetic Records
- Incongruous (2012) - Prosthetic Records
- Fearmonger (2020) - Century Media Records

## Miembros
- Elliot Desgagnés - Voz
- Christopher Bradley - Guitarra
- Dennis Bradley - Bajo
- Justin Rousselle - Batería